# Danh sách quân chủ có thời gian trị vì ngắn nhất

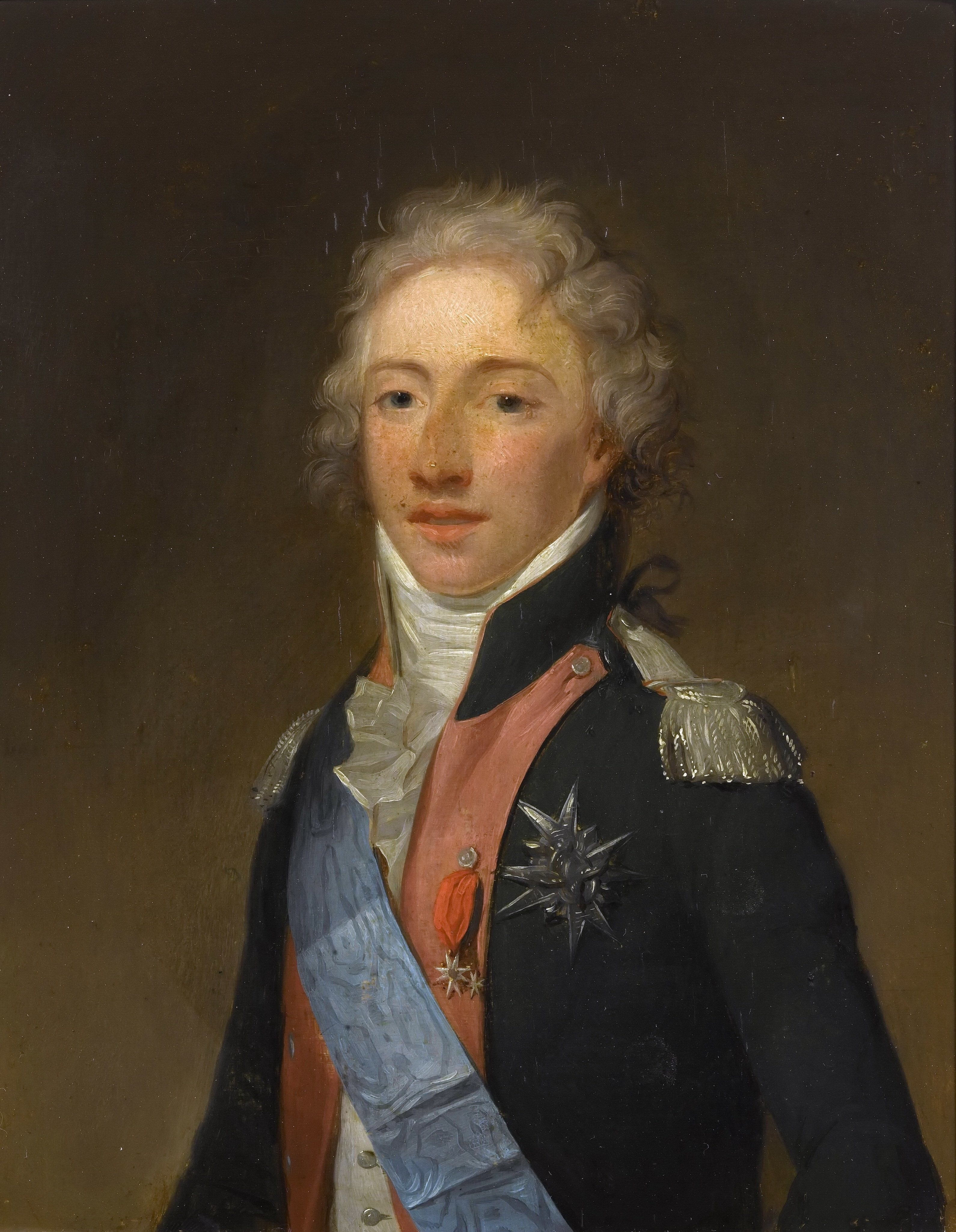
Louis XIX, người được cho là Vua của Pháp chỉ vỏn vẹn trong 20 phút vào năm 1830, và cũng được cho là vị vua trị vì ngắn nhất trong lịch sử.

Một Quân chủ là người đứng đầu một chế độ quân chủ. Đây là một vị trí quyền lực, thường được dự định kéo dài đến hết cuộc đời, hoặc cho đến khi vị quân chủ đó thoái vị hay bị phế truất. Đáng nói rằng, thời gian trị vì của một số vị quân chủ rất ngắn. Nhiều người trong số họ lên ngôi do là người đứng đầu trong thứ tự kế vị, những cũng có thể là tuyên bố ngai vàng do xung đột. Tính xác thực của một số quân chủ lâu nay vẫn luôn là một vấn đề tranh cãi, đặc biệt là những người trị vì trong thời kỳ xung đột hoặc có biến động. Một yếu tố quan trọng trong các cuộc tranh luận như vậy là liệu vị quân chủ này có nắm giữ ngai vàng với tư cách tượng trưng hay danh nghĩa hay không.

## Quân chủ có thời gian trị vì ngắn hơn 1 tháng
1. Vương tôn Philippe của Orléans, Bá tước xứ Paris, 16 giờ[3][4]
2. Đại vương công Mikhail Aleksandrovich của Nga, 16 giờ[5]

## Quân chủ có thời gian trị vì ngắn hơn 6 tháng
| Tên                              | Chức danh                                        | Triều đại, hoàng tộc          | Thời gian trị vì bắt đầu | Thời gian trị vì kết thúc  | Tổng thời gian trị vì              | Lý do được lên ngôi | Lý do bị kết thúc |
| -------------------------------- | ------------------------------------------------ | ----------------------------- | ------------------------ | -------------------------- | ---------------------------------- | --- | --- |
| Jehoahaz                         | Vua của Judah                                    | Davidic                       | 609 TCN                  | 609 TCN                    | 3 tháng                            | kế vị sau khi vua Josiah bị giết trong trận Megiddo. | Bị hạ bệ và bỏ tù bởi Necho II. |
| Vikramabahu II                   | Vua của Polonnaruwa                              | Kalinga                       | 1196                     | 1196                       | 3 tháng                            | Kế vị sau khi ám sát cháu trai Vira Bahu I. | Bị cháu trai là Chodaganga I ám sát. |
| George VIII                      | Vua của Imereti                                  | Gurieli                       | 1716                     | 1716                       | 3 tháng                            | Phế truất George VII với sự hỗ trợ của đế quốc Ottoman. | Chạy trốn tới Guria. |
| Otho                             | Hoàng đế La Mã                                   | Salvian                       | 15 tháng 1 năm 69        | 16 tháng 4 năm 69          | 91 ngày (3 tháng, 1 ngày)          | Tuyên bố lên ngôi sau vụ ám sát Galba. | Tự sát sau trận Bedriacum. |
| Murad V                          | Sultan của Đế chế Ottoman và caliph của Hồi giáo | Ottoman                       | 30 tháng 5 năm 1876      | 31 tháng 8 năm 1876        | 93 ngày (3 tháng, 1 ngày)          | Lên ngôi sau khi chú là vua Abdulaziz thoái vị. | Bị lật đổ trong cuộc Đại khủng hoảng phương Đông. |
| Napoleon I(lần trị vì thứ hai)   | Hoàng đế của người Pháp                          | Bonaparte                     | 20 tháng 3 năm 1815      | 22 tháng 6 năm 1815        | 94 ngày (3 tháng, 2 ngày)          | Quay trở lại Paris. | Thoái vị để nhường ngôi cho Napoleon II. |
| Mustafa I (Lần trị vì thứ nhất)  | Sultan của Đế chế Ottoman và caliph của Hồi giáo | Ottoman                       | 22 tháng 11 năm 1617     | 26 tháng 2 năm 1618        | 96 ngày (3 tháng, 4 ngày)          | Lên ngôi sau khi anh trai là vua Ahmed I qua đời. | Thoái vị để nhường ngôi cho cháu trai là Osman II. Ông lại trị vì trong mười lăm tháng sau khi Osman II bị ám sát vào năm 1622, trước khi ông bị phế truất một lần nữa. |
| Louis VII                        | Lãnh chúa của Hesse-Darmstadt                    | Hesse-Darmstadt               | 25 tháng 4 năm 1678      | 31 tháng 8 năm 1678        | 96 ngày (3 tháng, 6 ngày)          | Kế vị sau khi thân phụ là Louis VI qua đời. | Qua đời vì nhiễm trùng. |
| Jeconiah                         | Vua của Judah                                    | Davidic                       | 9 tháng 12 năm 598 TCN   | 15–16 tháng 3 năm 597 TCN  | 97 ngày (3 tháng, 7 ngày)          | Lên ngôi sau khi vua cha là Jehoiakim qua đời tại Cuộc vây hãm thành Jerusalem.                                                                                            | Bị truất phế và lưu đày đến Babylon. |
| Pupienus                         | Hoàng đế La Mã                                   | Pupienan                      | 22 tháng 4 năm 238       | 29 tháng 7 năm 238         | 98 ngày (3 tháng, 7 ngày)          | Đồng trị vì hoàng đế khi được Thượng viện La Mã tuyên bố trong cuộc nổi dậy chống lại Maximinus Thrax sau khi Gordian I và Gordian II qua đời, vào Năm Lục đế.             | Bị ám sát bởi Cận vệ của Hoàng đế La Mã. Họ được kế vị bởi Gordian III, cháu trai của Gordian I. |
| Balbinus                         | Hoàng đế La Mã                                   | Balbinan                      | 22 tháng 4 năm 238       | 29 tháng 7 năm 238         | 98 ngày (3 tháng, 7 ngày)          | Đồng trị vì hoàng đế khi được Thượng viện La Mã tuyên bố trong cuộc nổi dậy chống lại Maximinus Thrax sau khi Gordian I và Gordian II qua đời, vào Năm Lục đế.             | Bị ám sát bởi Cận vệ của Hoàng đế La Mã. Họ được kế vị bởi Gordian III, cháu trai của Gordian I. |
| Friedrich III                    | Hoàng đế Đức và Quốc vương Phổ.                  | Hohenzollern                  | 9 tháng 3 năm 1888       | 15 tháng 6 năm 1888        | 98 ngày (3 tháng, 6 ngày)          | Lên ngôi sau khi vua cha là Wilhelm I qua đời. | Qua đời vì ung thư thanh quản. |
| Carlo II (lần trị vì thứ nhất)   | Công tước xứ Parma                               | Bourbon-Parma                 | 31 tháng 12 năm 1847     | 19 tháng 4 năm 1848        | 110 ngày (3 tháng, 19 ngày)        | Tuyên bố kế vị sau khi Maria Luigia xứ Parma qua đời. | Bỏ lãnh địa và thoái vị để ủng hộ con trai mình, Charles III. |
| Ibrahim Pasha                    | Wali (tổng trấn) của Ai Cập                      | Muhammad Ali                  | 20 tháng 7 năm 1848      | 10 tháng 11 năm 1848       | 113 ngày (3 tháng, 21 ngày)        | Kế vị sau khi thân phụ của ông là Muhammad Ali được coi là không có khả năng trị vì do Suy giảm trí nhớ.                                                                   | Qua đời vì kiệt sức sau khi đi đến Constantinople để được xác nhận tại chức. |
| Mindaugas II                     | Vua của Lithuania                                | Württemberg                   | 11 tháng 7 năm 1918      | 2 tháng 11 năm 1918        | 114 ngày (3 tháng, 22 ngày)        | Được thừa nhận ngai vàng sau cuộc bầu cử của Hội nghị Lithuania. | Chế độ quân chủ bị hội đồng "đình chỉ". Cộng hòa Xã hội chủ nghĩa Xô viết Litva đã được tuyên bố một tháng sau đó. |
| Hiệp Hòa                         | Hoàng đế Đại Nam                                 | Nguyễn                        | 30 tháng 7 năm 1883      | 29 tháng 11 năm 1883       | 122 ngày (3 tháng, 30 ngày)        | Lên ngôi sau khi cháu trai là Dục Đức bị phế truất. | Bị hạ bệ và buộc phải bức tử. |
| Aemilianus                       | Hoàng đế La Mã                                   |                               | Tháng 6 năm 253          | Tháng 9 năm 253            | 3–4 tháng                          | Tuyên bố lên ngôi nổi dậy chống lại Trebonianus Gallus và Volusianus. | Bị ám sát bởi chính quân đội của mình. |
| Ansprand                         | Vua của người Lombard                            |                               | Tháng 3 năm 712          | Tháng 6 năm 712            | 3–4 tháng                          | Phế truất Aripert II. | Qua đời. |
| Min Hla                          | Vua của Ava                                      | Pinya                         | Tháng 8 năm 1425         | Tháng 11 năm 1425          | 3 tháng                            | Lên ngôi sau khi vua là Thihathu của Ava bị ám sát. | Bị hạ độc bởi mẫu kế là Shin Bo-Me. |
| Renseneb                         | Pharaoh của Ai Cập                               | Vương triều thứ 13 của Ai Cập | 1777 TCN                 | 1777 TCN                   | 4 tháng                            | Kế vị Khaankhre Sobekhotep. | Chưa xác định. Có thể đã bị hạ bệ bởi Hor. |
| Christopher                      | Giáo hoàng đối lập                               |                               | Tháng 10 năm 903         | Tháng 1 năm 904            | 4 tháng (tranh cãi)                | Hạ bệ và bỏ tù Leo V. | Bị hạ bệ bởi Sergius III. Mặc dù được coi là một vị Giáo hoàng hợp pháp trong hầu hết tài liệu lịch sử, nhưng ông đã bị loại khỏi danh sách các giáo hoàng của Annuario Pontificio vào giữa thế kỷ 20 và được Giáo hội Công giáo hiện đại coi là kẻ phản bội.                                         |
| Stephen VIII                     | Thân vương xứ Moldavia                           |                               | 24 tháng 4 năm 1595      | Tháng 8 năm 1595           | 4–5 tháng                          | Phế truất Aaron I. | Bị phế truất bởi Jeremy I với sự hỗ trợ của Ba Lan. Stephen đã cố gắng khôi phục chức vị vào tháng 12, nhưng ông đã bị đánh bại trong trận Suceava, sau đó bị bắt và bị đóng cọc đến chết. |
| Michael I                        | Thân vương xứ Moldavia                           | Drăculești                    | Tháng 5 năm 1600         | Tháng 9 năm 1600           | 4–5 tháng                          | Xâm lược Moldavia và phế truất Jeremy I khi ông ta đang chạy sang Ba Lan.                                                                                                  | Trở về Wallachia sau thất bại trong trận Mirăslău. Jeremy I khôi phục được chức vị. |
| Faisal I                         | Vua của Syria                                    | Hashemite                     | 8 tháng 3 năm 1920       | 14 tháng 7 năm 1920        | 128 ngày (4 tháng, 6 ngày)         | Được đăng quang bởi Quốc hội Syria. | Đầu hàng tối hậu thư của Pháp và bắt buộc bị trục xuất đến Iraq, nơi ông được phong làm Vua vào năm 1921 và trị vì cho đến khi ông qua đời vào năm 1933. Vương quốc Ả Rập Syria bị bãi bỏ chế độ quân chủ vào ngày 25 tháng 7 năm 1920, và được thay thế bằng Ủy ban của Pháp đối với Syria và Liban. |
| Mikhael V                        | Hoàng đế Đông La Mã                              | Macedonian                    | 10 tháng 12 năm 1041     | 20 tháng 4 năm 1042        | 131 ngày (4 tháng, 10 ngày)        | Kế vị sau khi thân phụ nuôi là Michael IV qua đời. | Bị phế truất bởi Zoë và Theodora III. |
| Carlo IV                         | Vua của Napoli                                   | Valois                        | 22 tháng 2 năm 1495      | 7 tháng 7 năm 1495         | 135 ngày (4 tháng, 14 ngày)        | Đăng quang sau khi chinh phục thành công thành phố Naples. | Rời Ý sau thất bại trong Chiến tranh Ý thứ nhất. |
| Lưu Biện                         | Hoàng đế Nhà Hán                                 | Đông Hán                      | 15 tháng 5 năm 189       | 28 tháng 9 năm 189         | 136 ngày (4 tháng, 13 ngày)        | Kế vị sau khi vua cha là Hán Linh Đế qua đời. | Bị phế truất và thay thế bởi người em cùng cha khác mẹ của mình, Hán Hiến Đế. |
| Alexander Hangerli               | Thân vương xứ Moldavia                           | Phanariot                     | 7 tháng 3 năm 1807       | 24 tháng 7 năm 1807        | 139 ngày (4 tháng, 17 ngày)        | Bị chỉ định lên ngôi bởi Selim III. | Bị phế truất và ngôi vị được Scarlat Callimachi kế vị. |
| Hisamuddin xứ Selangor           | Vua tối cao của Malaysia                         | Daeng Chelak                  | 14 tháng 4 năm 1960      | 1 tháng 9 năm 1960         | 140 ngày (4 tháng, 16 ngày)        | Được bầu làm vua sau khi Abdul Rahman xứ Negeri Sembilan qua đời. | Qua đời vì bệnh. |
| Ntare V                          | Vua của Burundi                                  | Ntwero                        | 8 tháng 7 năm 1966       | 28 tháng 11 năm 1966       | 143 ngày (4 tháng, 20 ngày)        | Lên ngôi sau khi phế truất thân phụ là Mwambutsa IV. | Bị phế truất bởi Thủ tướng Michel Micombero, người đã trở thành Tổng thống độc tài đầu tiên của Cộng hòa Burundi. |
| Edward                           | Công tước xứ Anhalt                              | Ascania                       | 21 tháng 4 năm 1918      | 13 tháng 9 năm 1918        | 145 ngày (4 tháng, 21 ngày)        | Kế vị sau khi anh trai là Frederick II qua đời. | Qua đời. |
| John V                           | Hoàng đế Đông La Mã (lần trị vì thứ ba)          | Palaiologos                   | 17 tháng 9 năm 1390      | 16 tháng 2 năm 1391        | 152 ngày (4 tháng, 28 days)        | Giành lại ngai vàng từ cháu trai của ông, John VII, người đã phế truất ông vài tháng trước đó.                                                                             | Qua đời. |
| Innocent V                       | Giáo hoàng                                       |                               | 21 tháng 1 năm 1276      | 22 tháng 6 năm 1276        | 153 ngày (4 tháng, 29 ngày)        | Được bầu chọn sau khi Giáo hoàng Gregory X qua đời. | Qua đời. |
| Hostilian                        | Hoàng đế La Mã                                   |                               | Tháng 7 năm 251          | Tháng 11 năm 251           | Ngắn hơn 5 tháng                   | Được Trebonianus Gallus phong làm đồng hoàng đế sau khi của thân phụ và anh trai Hostilian qua đời trong trận Abritus.                                                     | Qua đời vì bệnh dịch hạch hoặc bị đầu độc. |
| Peter Aaron(lần trị vì thứ nhất) | Thân vương xứ Moldavia                           | Bogdan-Mușat                  | Tahsng 10 năm 1451       | Tháng 2 năm 1452           | Ngắn hơn 5 tháng                   | Kế vị sau khi ám sát Bogdan II. | Bị hạ bệ bởi Alexander II. |
| Ælfwynn                          | Nữ chúa xứ Mercia                                | Wessex                        | 12 tháng 6 năm 918       | Tháng 12 năm 918           | 5 tháng                            | Kế vị sau khi mẫu thân là Æthelflæd qua đời. | Thoái vị để nhường ngôi cho người cậu ruột là Edward I. |
| Eraric                           | Vua của người Ostrogoth                          | Rugian                        | 541                      | 541                        | 5 tháng                            | Được bầu lên làm vua sau khi Ildibad bị giết. | Bị ám sát bởi cận vệ của Totila. |
| Abd al-Rahman IV                 | Caliph (Vua) của Cordoba                         | Umayyad                       | 29 tháng 4 năm 1018      | Tháng 9 năm 1018           | Khoảng 5 tháng                     | Tuyên bố làm vua sau vụ ám sát Ali ibn Hammud al-Nasir. | Bị ám sát. Chức vị này sau đó bị tranh chấp với Al-Qasim al-Ma'mun. |
| John VII                         | Hoàng đế Đông La Mã                              | Palaiologos                   | 14 tháng 4 năm 1390      | 17 tháng 9 năm 1390        | 156 ngày (5 tháng, 3 ngày)         | Phế truất hoàng tổ phụ là John V để lên ngôi. | John V khôi phục chức danh. |
| Celestine V                      | Giáo hoàng                                       | Angelerio                     | 5 tháng 7 năm 1294       | 13 tháng 12 năm 1294       | 161 ngày (5 tháng, 8 ngày)         | Được bầu làm Giáo hoàng sau một khoảng thời gian chức vị trống. | Từ chức. |
| Roman II                         | Thân vương xứ Moldavia                           | Bogdan-Mușat                  | 15 tháng 9 năm 1447      | 23 tháng 2 năm 1448        | 161 ngày (5 tháng, 8 ngày)         | Ám sát người chú là Stephen II để lên ngôi, người trước đó đã phế truất và làm mù mắt cha của Roman, Iliaş. Ông là đồng hoàng tử với người chú khác của mình là Peter III. | Bỏ trốn đến Ba Lan và qua đời vào tháng 7 năm 1448. Sau đó Peter III nắm quyền trong đơn độc. |
| Lê Túc Tông                      | Hoàng đế Đại Việt                                | Hậu Lê                        | 17 tháng 7 năm 1504      | 30 tháng 12 năm 1504       | 166 ngày (5 tháng, 13 ngày)        | Kế vị sau khi vua cha là Lê Hiến Tông qua đời. | Qua đời vì đau ốm và bệnh tật. |
| Al-Mustansir                     | Caliph của Cairo                                 | Mamluk Abbasids               | 13 tháng 6 năm 1261      | 28 tháng 11 năm 1261       | 168 ngày (5 tháng, 15 ngày)        | Tuyên bố làm Caliph ở Ai Cập sau khi quân Mông Cổ cướp phá Baghdad và giết cháu trai Caliph Al-Musta'sim, vào năm 1258.                                                    | Bị giết trong một cuộc phục kích gần Hit khi cố gắng tái chiếm Iraq. |
| Yazid III                        | Caliph của Islam                                 | Umayyad                       | 17 tháng 4 năm 744       | 3–4 tháng 10 năm 744       | 171–172 ngày (5 tháng, 17–18 ngày) | Có khả năng đã ám sát người anh em họ của mình là Al-Walid II để lên ngôi.                                                                                                 | Qua đời vì u não. |
| Karl I và VIII                   | Vua Na Uy                                        | Bonde                         | 20 tháng 11 năm 1449     | 13 tháng 5 năm 1450        | 174 ngày (5 tháng, 22 ngày)        | Được bầu ở Trondheim bởi một phần của Quốc hội Na Uy, bất chấp Christian I của Đan Mạch, người đã được bầu làm vua bởi phần còn lại.                                       | Bác bỏ yêu sách của mình đối với Na Uy và công nhận Christian I là vua Ông tiếp tục cai trị với tư cách là Vua của Thụy Điển cho đến khi bị Christian I thay thế vào năm 1457, sau đó sống lưu vong ở Ba Lan.                                                                                         |
| Karl I và VIII                   | Vua của Thuỵ Điển (lần trị vì thứ hai)           | Bonde                         | 9 tháng 8 năm 1464       | 30 tháng 1 năm 1465        | 174 ngày (5 tháng, 22 ngày)        | Trở về từ nơi lưu đày trong một cuộc nổi loạn chống lại Christian I. | Bị lưu đày một lần nữa sau thất bại bởi nhiếp chính của Christian I ở Thụy Điển, Tổng giám mục Jöns Bengtsson Oxenstierna. Ông phục vị ngai vàng lần thứ ba vào năm 1467 và trị vì cho đến khi qua đời vào năm 1470.                                                                                  |
| Al-Muntasir                      | Caliph của Islam                                 | Abbasid                       | 11 tháng 12 năm 861      | 7 tháng 6 năm 862          | 178 ngày (5 tháng, 24 ngày)        | Lên ngôi sau bụ ám sát của vua cha là Al-Mutawakkil. | Qua đời vì bệnh tật hoặc nguyên nhân không rõ ràng. |
| Isaac II (lần trị vì thứ hai)    | Hoàng đế Đông La Mã                              | Angelos                       | 1 tháng 8 năm 1203       | 27–28 tháng 1 năm 1204     | 179 ngày (5 tháng, 26–27 ngày)     | Được phục vị để lên ngôi sau chuyến đi của anh trai Alexios III, người đã giam cầm và làm mù mắt ông vào năm 1195.                                                         | Bị phế truất bởi Alexios V. Isaac II đã qua đời ngay sau đó trong những hoàn cảnh không rõ ràng, nhưng có thể là vì nguyên nhân tự nhiên. Alexios IV bị siết cổ vào ngày 8 tháng 2 năm 1204. |
| Alexios IV                       | Hoàng đế Đông La Mã                              | Angelos                       | 1 tháng 8 năm 1203       | 27–28 tháng 1 năm 1204     | 179 ngày (5 tháng, 26–27 ngày)     | Tuyên bố làm đồng hoàng đế với vua cha vì tình trạng tinh thần và thể chất sa sút. Trên trực tế, ông đã cai trị một mình.                                                  | Bị phế truất bởi Alexios V. Isaac II đã qua đời ngay sau đó trong những hoàn cảnh không rõ ràng, nhưng có thể là vì nguyên nhân tự nhiên. Alexios IV bị siết cổ vào ngày 8 tháng 2 năm 1204. |
| Heraclius II                     | Hoàng đế Đông La Mã                              | Heraclian                     | Tháng 5 năm 641          | Tháng 9 – tháng 10 năm 641 | ngắn hơn 6 tháng                   | Lên ngôi sau khi vua cha là Heraclius I qua đời. | Bị Constans II hạ bệ, tra tấn và lưu đày đến Rhodes. |

## Quân chủ có thời gian trị vì ngắn hơn 1 năm
Các quân chủ sau đây có thể đã trị vì chưa đầy một năm, nhưng hầu hết chỉ có khoảng thời gian trị vì của họ được biết đến.
| Quân chủ                                   | Chức danh                                                           | Triều đại, hoàng tộc               | Bắt đầu trị vì                 | Kết thúc trị vì                     | Tổng thời gian cai trị                         | Lý do được lên ngôi | Lý do bị kết thúc |
| ------------------------------------------ | ------------------------------------------------------------------- | ---------------------------------- | ------------------------------ | ----------------------------------- | ---------------------------------------------- | --- | --- |
| Zechariah                                  | Vua Israel                                                          | Jehu                               | 753 hoặc 746 TCN               | 752 hoặc 745 TCN                    | 6 tháng                                        | Sau khi vua cha Jeroboam II qua đời | Bị ám sát bởi thuyền trưởng của chính mình Shallum, sau đó người này lên kế vị ông. |
| Stephen VII                                | Thân vương xứ Moldavia                                              | Bogdan-Mușat                       | 8 tháng 8 năm 1563             | tháng 1 năm 1564                    | 6 tháng                                        | Lật đổ và bị ám sát John II. | Bỏ trốn sang Ba Lan sau khi người Ottoman từ chối công nhận ông và khôi phục Alexander IV làm thân vương trước John II. |
| Ngô Tam Quế                                | Hoàng đế Đại Chu                                                    | Võ Chu                             | Tháng 3 năm 1678               | Tháng 8 năm 1678                    | 6 tháng                                        | Nổi dậy chống lại nhà Thanh và tự xưng là Hoàng đế ở Hành Dương. | Qua đời. |
| Amha Selassie                              | Hoàng đế Ethiopia                                                   | Solomonic                          | 12 tháng 9 năm 1974            | 12 tháng 3 năm 1975                 | 181 ngày (6 tháng)                             | Tuyên bố bởi Derg trong khi đang được điều trị y tế ở Switzerland, sau sự hạ bệ của cha ông, Haile Selassie. Ông không chấp nhận tuyên bố này là hợp pháp và không quay trở lại Ethiopia.                     | Chế độ quân chủ bị bãi bỏ. |
| Hasan ibn Ali                              | Khalip của Islam                                                    | Ali                                | 661                            | 661                                 | 6–7 tháng                                      | Được bầu chọn sau khi vua cha Ali qua đời. | Thoái vị để nhường ngôi cho Muawiyah I. |
| Pyotr III                                  | Hoàng đế Nga                                                        | Holstein-Gottorp-Romanov           | 5 tháng 1 năm 1762             | 9 tháng 6 năm 1762                  | 185 ngày (6 tháng, 4 ngà)                      | Sau khi dì là nữ hoàng Elizabeth I qua đời | Bị phu nhân là Ekaterina II của Nga hạ bệ và cướp ngôi. |
| Kale Kye-Taung Nyo                         | Vua của Ava                                                         | Pinya                              | 9 tháng 11 năm 1425            | 16 tháng 5 năm 1426                 | 188 days (6 tháng, 7 ngày)                     | Phế truất cháu trai của mình, Min Hla. | Bị phế truất bởi Mohnyin Thado. |
| Henry VI(lần trị vì thứ hai)               | Vua của Anh                                                         | Lancaster                          | 3 tháng 10 năm 1470            | 11 tháng 4 năm 1471                 | 191 ngày (6 tháng, 9 ngày)                     | Đã khôi phục chức danh sau khi Edward IV chạy trốn Cuộc nổi dậy ở Lincolnshire năm 1470. | Bị Edward IV phế truất sau khi tái chiếm London và có thể bị ám sát. |
| Dafydd ap Gruffudd                         | Thân vương xứ Gwynedd và Wales                                      | Aberffraw                          | 11 tháng 12 năm 1282           | 22 tháng 6 năm 1283                 | 193 ngày (6 tháng, 11 ngày)                    | Lên ngôi sau khi anh trai mình, Llywelyn ap Gruffudd, bị giết trong Trận Orewin Bridge. | Bị bắt trong trận chiến bởi Edward I của Anh và bị hành quyết vào ngày 3 tháng 10 năm 1283. |
| William I                                  | Thân vương xứ Albania                                               | Wied-Neuwied                       | 21 tháng 2 năm 1914            | 3 tháng 9 năm 1914                  | 194 ngày (6 tháng, 11 ngày)                    | Chính thức cấp ngai vàng bởi những người quyền lực của Albania sau khi được người châu Âu chọn cho vị trí Đại cường quốc.                                                                                     | Trốn sang Ý trong bối cảnh bất ổn liên quan đến sự bùng nổ của Chiến tranh Thế giới thứ Nhất. |
| Jamshid bin Abdullah                       | Sultan của Zanzibar                                                 | Al Said                            | 1 tháng 6 năm 1963             | 12 tháng 1 năm 1964                 | 195 ngày (6 tháng, 11 ngày)                    | Lên ngôi sau khi vua cha, Abdullah bin Khalifa qua đời. | Chế độ quân chủ bị bãi bỏ. |
| Sogdianus                                  | Danh sách vua Ba Tư và Pharaon của Ai Cập                           | Achaemenid                         | 424 TCN                        | 423 TCN                             | 6 tháng, 15 ngày                               | Tự xưng sau khi vua cha Artaxerxes I qua đời, bất chấp người thừa kế hợp pháp là anh trai cùng cha khác mẹ của mình Xerxes II đang cai trị, sau đó ông đã ám sát Xerxes II.                                   | Bị anh trai cùng cha khác mẹ, Darius II ám sát. |
| Constantius III                            | Hoàng đế Tây La Mã                                                  |                                    | 8 tháng 2 năm 421              | 2 tháng 9 năm 421                   | 206 ngày (6 tháng, 23 ngày)                    | Được làm đồng trị vì hoàng đế bởi Honorius. | Qua đời. |
| Al-Qasim al-Ma'mun (lần trị vì thứ hai)    | Caliph của Cordoba                                                  | Hammudid                           | 12 tháng 2 năm 1023            | 9 tháng 9 năm 1023                  | 209 ngày (6 tháng, 26 ngày)                    | Lên ngôi sau cuộc chạy trốn của Yahya al-Mu'tali từ Cordoba. | Bị hạ bệ và bỏ tù. |
| Duncan II                                  | Vua Scotland                                                        | Dunkeld                            | Tháng 5? năm 1094              | 12 tháng 11 năm 1094                | Ngắn hơn 7 tháng                               | Đăng quang tại Scone như một vị vua bù nhìn của William I của Anh, trong cuộc nổi dậy chống lại Donald III, người giữ quyền kiểm soát Cao nguyên Scot.                                                        | Bị giết trong trận chiến hoặc bị ám sát sau khi thất bại. |
| Alexander II(lần trị vì thứ nhất)          | Thân vương xứ Moldavia                                              | Bogdan-Mușat                       | tháng 2 năm 1449               | 12 tháng 10 năm 1449                | Ngắn hơn 7 tháng                               | Phế truất Peter III. | Bị phế truất bởi Bogdan II. Khôi phục ngai vàng vào năm 1452. |
| Peter Aaron(lần trị vì thứ hai)            | Thân vương Moldavia                                                 | Bogdan-Mușat                       | Tháng 8 năm 1454               | Tháng 2 năm 1455                    | Ngắn hơn 7 tháng                               | Phế truất Alexander II. | Bị phế truất bởi Alexander II. |
| Bardiya                                    | Vua của Ba Tư và Pharaon của Ai Cập                                 | Achaemenid                         | Đầu năm 522 TCN                | Tháng 9 năm 522 TCN                 | 7 tháng                                        | Nổi dậy tại Dãy núi Zagros chống lại Cambyses II, sau đó là tại Ai Cập cổ đại, một thời gian ngắn trước khi Cambyses qua đời.                                                                                 | Bị ám sát bởi các quý tộc do Darius I, người đã tuyên bố ông không phải là Bardiya thật (em của Cambyses) mà là Kẻ mạo danh hoàng gia. |
| Lilavati(lần trị vì thứ ba)                | Nữ vương Polonnaruwa                                                | Vijayabahu                         | 1211                           | 1212                                | 7 tháng                                        | Khôi phục chức vị sau khi bị truất quyền bởi Lokissara. | Bị truất quyền bởi Parakrama Pandyan II. |
| Tarabya                                    | Vua của Ava                                                         | Pinya                              | Tháng 4 năm 1400               | trước 25 tháng 11 năm 1400          | 7 tháng                                        | Lên ngôi sau khi vua cha Swa Saw Ke qua đời. | Bị ám sát bởi người giám hộ Thihapate xứ Tagaung sau khi bị mất trí. |
| Nedjemibre                                 | Pharaon của Ai Cập                                                  | Vương triều thứ Mười Ba của Ai Cập | Khoảng 1780 hoặc 1736 TCN      | Khoảng 1780 hoặc 1736 TCN           | ngắn hơn 7 tháng                               | Kế vị Sewadjkare I. | Có thể bị hạ bệ bởi Khaankhre Sobekhotep. |
| Lulach của Scotland                        | Vua của Scotland và Mormaer của xứ Moray                            | Moray                              | 15 tháng 8 năm 1057            | 17 tháng 3 năm 1058                 | 214 days (7 tháng, 2 ngày)                     | Kế vị sau khi vua là cha dượng Macbeth qau đời tại Trận Lumphanan. | Bị ám sát bởi Malcolm III. |
| Galba                                      | Hoàng đế La Mã                                                      | Sulpician                          | 8 tháng 6 năm 68               | 15 tháng 1 năm 69                   | 221 ngày (7 tháng, 7 ngày)                     | Tuyên bố nổi dậy chống lại Nero, nhưng Nero sau đó đã tự tử. | Bị ám sát bởi Otho để trả thù cho việc nhận Lucius Calpurnius Piso Licinianus là người thừa kế thay vì Otho. |
| Edmund II                                  | Vua của người Anh                                                   | Wessex                             | 23 tháng 4 năm 1016            | 30 tháng 11 năm 1016                | 221 ngày (7 tháng, 7 ngày)                     | Được bầu lên làm vua ở London bởi một phần của tổ chức Witenagemot sau khi vua cha Æthelred Bất tài qua đời; mặt khác lại bầu vua Knud Đại đế của Đan Mạch ở Southampton.                                     | Qua đời có thể do bị ám sát sau khi đồng ý phân chia vương quốc với Knud. Nhưng sau đó Knud trị vì toàn bộ nước Anh. |
| Yahya al-Mu'tali(lần trị vì thứ hai)       | Caliph của Cordoba                                                  | Hammudid                           | 9 tháng 11 năm 1025            | 19 tháng 6 năm 1026                 | 222 ngày (7 tháng, 10 ngày)                    | Chiếm đoạt Cordoba từ Muhammad III. | Bị phế truất trong một Phiên toà vắng mặt bởi Hisham III. Trở thành Vua của Malaga và ấy trị vì cho đến năm 1035. |
| Guttorm                                    | Vua Na Uy                                                           | Sverre                             | 2 tháng 1 năm 1204             | 11 tháng 8 năm 1204                 | 222 ngày (7 tháng, 9 ngày)                     | Kế vị sau khi người chú là vua Haakon III qua đời. | Qua đời vì bệnh tật. |
| Kōbun                                      | Thiên hoàng Nhật Bản                                                | Yamato                             | 7 tháng 1 năm 672              | 21 tháng 8 năm 672                  | 227 ngày (7 tháng, 14 ngày)                    | Kế vị sau khi vua cha là Thiên hoàng Tenji qua đời. | Tự tử sau khi bị chú của mình hạ bệ, Thiên hoàng Tenmu. Chỉ được xác nhận tính chính thức thuỵ hiệu sau năm 1870. |
| Luis I                                     | Vua Tây Ban Nha                                                     | Bourbon                            | 15 tháng 1 năm 1724            | 31 tháng 8 năm 1724                 | 229 ngày (7 tháng, 16 ngày)                    | Kế vị sai sự thoái vị của cha mình, Philip V. | Qua đời vì bệnh đậu mùa. Philip V giành lại ngai vàng và trị vì cho đến khi qua đời vào năm 1746. |
| Jovian                                     | Hoàng đế La Mã                                                      |                                    | 27 tháng 6 năm 363             | 17 tháng 2 năm 364                  | 232 ngày (7 tháng, 19 ngày)                    | Được bầu lên làm vua sau khi Julian qua đời tại Trận Samarra. | Qua đời trong lúc ngủ, có thể bị chết ngạt so một sơ suất trong lúc đốt than hồng. |
| Sulayman ibn al-Hakam(lần trị vì thứ nhất) | Caliph của Cordoba                                                  | Umayyad                            | 8 tháng 9 năm 1009             | 2 tháng 6 năm 1010                  | 236 ngày (7 tháng, 24 ngày)                    | Được công nhận rõ ràng sau khi chiếm Cordoba từ Muhammad II và giải phóng, nhưng từ chối phục chức lại cho Caliph cũ Hisham II.                                                                               | Bị phế truất bởi Muhammad II. Khôi phục ngai vàng vào năm 1013 và trị vì trong ba năm. |
| Stephen IX                                 | Giáo hoàng                                                          | Ardenne–Verdun                     | 3 tháng 8 năm 1057             | 29 tháng 3 năm 1058                 | 238 ngày (7 tháng, 26 ngày)                    | Được bầu chọn sau khi Giáo hoàng Victor II qua đời. | Qua đời. |
| Kiến Phúc                                  | Hoàng đế Đại Nam                                                    | Nguyễn                             | 1 tháng 12 năm 1883            | 31 tháng 6 năm 1884                 | 243 ngày (7 tháng, 30 ngày)                    | Sau khi người chú nuôi Hiệp Hòa bị phế truất | Chết vì bệnh tật hoặc bị đầu độc. |
| Theodore I                                 | Vua Corsica                                                         | Neuhoff                            | 12 tháng 3 năm 1736            | 11 tháng 11 năm 1736                | 244 ngày (7 tháng, 30 ngày)                    | Được bầu làm vua bởi những người Corse nổi dậy chống lại Cộng hoà Genova. | Rời khỏi Corsica trong khi thất bại trong việc nhận được sự hỗ trợ từ nước ngoài. |
| Alfonso III                                | Công tước xứ Modena và Reggio                                       | Este                               | 11 tháng 12 năm 1628           | Tháng 6 năm 1629                    | ngắn hơn 8 tháng                               | Kế vị sau khi cha là Cesare qua đời | Thoái vị để nhường ngôi cho con trai để trở thành một tu sĩ. |
| Phelles                                    | Vua Týros                                                           | Triều đại Bốn huynh đệ             | 879 TCN                        | 879 TCN                             | 8 tháng                                        | Ám sát anh trai mình là Astarymus để lên ngôi. | Bị em trai là Ithobaal I là ám sát |
| Ulpia Severina                             | Hoàng hậu La Mã                                                     | Ulpian                             | 270                            | 270                                 | 8 tháng                                        | Lên ngôi sau khi ám sát phu quân của mình là Aurelian. Người phụ nữ duy nhất được cai trị đế chế La Mã theo ý muốn của mình.                                                                                  | Hoàng đế Tacitus được bầu lên trị vì. |
| Manava                                     | Vua của Gauda                                                       |                                    | 625                            | 626                                 | 8 tháng                                        | Lên ngôi sau khi vua cha là Shashanka qua đời. | Vương quốc bị chiếm đoạt và phân chia giữa Harsha và Bhaskaravarman. |
| Abd al-Wahid I                             | Caliph của Đế chế Almohad                                           | Almohad                            | Tháng 2 năm 1224               | Tháng 9 năm 1224                    | 8 tháng                                        | Được bầu làm vua sau khi cháu trai là Yusuf II qua đời. | Bị ám sát. |
| George I                                   | Thân vương xứ Moldavia                                              | Bogdan-Mușat                       | Tháng 11 năm 1399              | Tháng 6 năm 1400                    | 8 tháng                                        | Kế vị trong lúc bị bệnh sau khi anh trai là Stephen I qua đời. | Bị lật đổ và cầm tù sau khi bị xâm lược bởi Mircea I Basarab, người đã dàn xếp người em kế đi lưu vong của George, Alexander I. |
| Ferdinand IV                               | Đại công tước xứ Toscana                                            | Habsburg-Lorraine                  | 21 tháng 6 năm 1859            | 22 tháng 3 năm 1860                 | 245 ngày (8 tháng, 1 ngày)                     | Lên ngôi sau sự thoái vị của cha mình, Leopold II, sau cuộc chạy trốn của họ trong Chiến tranh giành độc lập lần thứ hai của Ý.                                                                               | Đại công quốc Toscana bị sát nhập vào Vương quốc Ý. |
| Lê Nghi Dân                                | Hoàng Đế Đại Việt Đại Việt                                          | Hậu Lê                             | 3 tháng 10 năm 1459            | 6 tháng 6 năm 1460                  | 247 days (8 tháng, 3 ngày)                     | Kế vị sau khi ám sát người em cùng cha khác mẹ là Lê Nhân Tông. | Bị ép buộc phải nhường ngôi cho người em cùng khác mẹ là Lê Thánh Tông. Bị lưu đày đến Lạng Sơn và qua đời không lâu sau đó. |
| Vitellius                                  | Hoàng đế La Mã                                                      |                                    | 16 tháng 4 năm 69              | 22 tháng 12 năm 69                  | 250 ngày (8 tháng, 6 ngày)                     | Tuyên bố nổi dậy chống lại Galba. | Bị ám sát. |
| Triều Tiên Nhân Tông                       | Vua Triều Tiên                                                      | Lý                                 | 29 tháng 11 năm 1544           | 8 tháng 8 năm 1545                  | 252 ngày (8 tháng, 9 ngày)                     | Lên ngôi sau khi vua cha là Triều Tiên Trung Tông qua đời. | Có thể qua đời do bị đầu độc bởi kế mẫu là Văn Định vương hậu nên người em cùng cha khác mẹ là Triều Tiên Minh Tông đã lên ngôi vua. |
| Francis (III) Erdmann                      | Công tước xứ Sachsen-Lauenburg                                      | Ascania                            | 20 tháng 11 năm 1665           | 30 tháng 6 năm 1666                 | 253 ngày (8 tháng, 10 ngày)                    | Kế vị sau khi cha là Julius (I) Henry qua đời | Qua đời. |
| John XXI                                   | Giáo hoàng                                                          | Juliani                            | 8 tháng 9 năm 1276             | 20 tháng 5 năm 1277                 | 255 ngày (8 tháng, 12 ngày)                    | Được bầu cử sau khi giáo hoàng Adrian V qua đời. | Qua đời khi cung điện nơi ông cư trú bị sụp đổ. |
| Muhammad II (lần trị vì thứ nhất)          | Caliph (vua) của Corboda                                            | Umayyad                            | 15 tháng 2 năm 1009            | 1 tháng 11 năm 1009                 | 259 ngày (8 tháng, 17 ngày)                    | Lật đổ Hisham II và thủ tướng Abd al-Rahman Sanchuelo, người đã cố gắng để Hisham đặt tên ông là người thừa kế.                                                                                               | Bị phế truất bởi Sulayman ibn al-Hakam. |
| Benedict XI                                | Giáo hoàng                                                          | Boccasini                          | 22 tháng 10 năm 1303           | 7 tháng 6 năm 1304                  | 259 ngày (8 tháng, 16 ngày)                    | Được bầu làm Giáo hoàng sau khi Giáo hoàng Boniface VIII qua đời. | Qua đời. |
| Sancho II                                  | Vua của León                                                        | Jimenez                            | 12 tháng 1 năm 1072            | 6 tháng 10 năm 1072                 | 268 ngày (8 tháng, 24 ngày)                    | Hạ bệ và bỏ tù em trai của mình, Alfonso VI. | Bị giết tại, Siege của Zamora. |
| Albert V                                   | Thân vương xứ Anhalt-Bernburg                                       | Ascania                            | 29 tháng 12 năm 1468           | 24 tháng 9 năm 1469                 | 271 ngày ( 8 tháng, 26 ngày)                   | Được ban Anhalt-Bernburg để cai trị. | Qua đời vì tuổi già. |
| Matilda                                    | Nữ chúa của người Anh                                               | Normandy                           | 2 tháng 2 năm 1141             | Khoảng 1 tháng 11 năm 1141          | Khoảng 272 ngày (8 tháng, 28 ngày) (tranh cãi) | Ép anh họ là Stephen I, phải nhường ngôi tại Trận Lincoln. | Stephen đã thông đồng sau lưng và chống lại ý muốn của bà với người anh cùng cha khác mẹ của bà là Robert, Bá tước xứ Gloucester, người bị bắt tại Rout của Winchester. Bà chỉ được gọi là Nữ chúa người Anh chứ không phải Nữ hoàng vì bà chưa bao giờ đăng quang dù đã lên kế hoạch đến cùng. |
| William III                                | Vua của Sicily                                                      | Hauteville                         | Tháng 2 năm 1194               | Tháng 10 năm 1194                   | Ngắn hơn 9 tháng                               | Lên ngôi sau khi vua là Tancred qua đời. | Bị lật đổ bởi người chú, Henry I. |
| Claudine                                   | Danh sách người cai trị Monaco                                      | Grimaldi                           | Tháng 6 năm 1457               | 16 tháng 3 năm 1458                 | Ngắn hơn 9 tháng                               | Lên ngôi sau khi vua cha là Catalan Grimaldi qua đời. Khi chỉ mới sáu tuổi, bà nội của bà là Pomellina Fregoso đã được đặt là nhiếp chính trong di chúc của cha bà.                                           | Pomellina bị phế truất sau khi cố gắng giết người Lamberto Grimaldi, Em họ của Claudine, là em họ và cũng chính là người được hứa hôn với bà. Lamberto sau đó đảm nhận vị trí Lãnh chúa của Monaco vì bất lợi cho người vợ tương lai của mình.                                                  |
| Mamia I (lần trị vì thứ hai)               | Vua của Imereti                                                     | Gurieli                            | Tháng 10 năm 1711              | Tháng 6 năm 1712                    | Ngắn hơn 9 tháng                               | Phế truất George VII, người chạy trốn đến Kartli. | Chạy trốn đến Kartli sau khi bị George VII đánh bại trong trận Chkhari. |
| Benedict IX(lần trị vì thứ ba)             | Giáo hoàng                                                          | Theophylacti                       | Tháng 11 năm 1047              | Tháng 6 năm 1048                    | 9 tháng                                        | Trở về Rome sau khi Giáo hoàng Clement II qua đời. | Bị trục xuất bởi quân đội của Heinrich III của Đức, người đã chỉ định Giáo hoàng Damasus II lên ngôi. |
| Chodaganga                                 | Vua Polonnaruwa                                                     | Kalinga                            | 1196                           | 1197                                | 9 tháng                                        | Lên ngôi sau khi ám sát Vikramabahu II. | Tướng Tavuru Senevirat đã trao quyền lực cho Nữ hoàng Lilavati, goá phụ của Parakramabahu I. |
| Lokissara                                  | Vua của Polonnaruwa                                                 |                                    | 1210                           | 1211                                | 9 tháng                                        | Xâm lược Sri Lanka với quân đội Tamil từ thuộc địa, hạ bệ Lilavati. | Bị phế truất bởi General Parakrama, người phục dựng lại chức danh cho Lilavati. |
| Az-Zahir                                   | Caliph (vua) của Islam                                              | Abbasid                            | 5 tháng 10 năm 1225            | 10 tháng 6 năm 1226                 | 278 days (9 tháng, 5 ngày)                     | Kế vị sau khi vua cha là An-Nasir qua đời. | Qua đời vì nguyên nhân tự nhiên. |
| Harold II                                  | Vua của người Anh                                                   | Godwin                             | 5 tháng 1 năm 1066             | 14 tháng 10 năm 1066                | 282 ngày (9 tháng, 9 ngày)                     | Được bầu chọn bởi Witenagemot theo đề nghị vua Edward Người xưng tội đang hấp hối. | Bị giết trong trận Hastings. |
| Clement II                                 | Giáo hoàng                                                          | Morsleben                          | 25 tháng 12 năm 1046           | 9 tháng 10 năm 1047                 | 288 ngày (9 tháng, 14 ngày)                    | Được bầu lên trị vì theo yêu cầu của Henry III của Đức gồm 4 giáo hoàng khác là Benedict IX, Sylvester III và Gregory VI.                                                                                     | Lâm trọng bệnh và qua đời, khám xét hài cốt và cho thấy ông bị ngộ độc Chì(II) acetat, bất kể dù vô tình hay có chủ ý. |
| Christian II                               | Vua Đan Mạch                                                        | Oldenburg                          | 1 tháng 11 năm 1520            | 23 tháng 8 năm 1521                 | 295 days (9 tháng, 22 ngày)                    | Chinh phục được phục Thụy Điển, quốc gia đã nổi dậy chống lại Liên minh Kalmar trong bảy năm. | Bị phế truất bởi phiến quân "Người bảo vệ vương quốc" Gustav Vasa, người được bầu làm vua Gustav I vào năm 1523. |
| Leo II                                     | Hoàng đế Đông La Mã                                                 | Leonid                             | 18 tháng 1 năm 474             | 10 tháng 11 năm 474                 | 296 ngày (9 tháng, 23 ngày)                    | Được đặt chức augustus (đồng hoàng đế) với hoàng tổ phụ là Leo I. | Qua đời. |
| Vetranio                                   | Hoàng đế La Mã                                                      |                                    | 1 tháng 3 năm năm 350          | 25 tháng 12 năm 350                 | 299 ngày (9 tháng, 24 ngày)                    | Được làm đồng hoàng đế trị vì với Constantius II sau vụ ám sát của Constans. | Bị phế truất bởi Constantius II, người trở thành hoàng đế duy nhất. |
| Habibullah Kalakani                        | Vua và Tổng thống Afghanistan                                       | Saqqawist                          | 14 tháng 12 năm 1928           | 13 tháng 10 năm 1929                | 303 ngày (9 tháng, 29 ngày)                    | Sau khi Inayatullah Khan thoái vị. | Bị phế truất và hành quyết bởi Mohammed Nadir Shah. |
| Aaron I (lần trị vì thứ nhất)              | Thân vương xứ Moldavia                                              | Bogdan-Mușat (tranh cãi)           | Tháng 9 năm 1591               | Trước 20 tháng 6 năm 1592           | Ngắn hơn 10 tháng                              | Được chỉ định bởi người Ottoman sau khi Peter VI thoái vị. | Bị người Ottoman phế truất và thay thế bằng Alexander V. |
| Augustine I                                | Hoàng đế México                                                     | Iturbide                           | 19 Tháng 5 năm 1822            | 19 tháng 3 năm 1823                 | 304 ngày (10 tháng)                            | Được bầu bởi Quốc hội Mexico sau khi Ferdinand VII của Tây Ban Nha từ chối vị trí của bản thân và bất kỳ người thân nào của ông.                                                                              | Thoái vị. Chế độ quân chủ bị bãi bỏ ngay sau đó. |
| Muhammad XII (lần trị vì thứ nhất)         | Vua của tiểu vương quốc Granada                                     | Nasrid                             | Tháng 6 năm 1482               | 20 tháng 4 năm 1483                 | Khoảng 10 tháng                                | Nổi dậy chống lại cha mình, Muley Hacén, chiếm giữ Granada và Almería. Cha ông đã bảo vệ thành công nhưng chỉ giữ lại được Málaga.                                                                            | Bị bắt trong trận Lucena trong một cuộc xâm lăng vào lãnh thổ Castilian. Được phóng thích bởi những người theo đạo Thiên chúa nhằm thúc đẩy xung đột giữa các người Hồi giáo, ông tự đặt danh xưng của mình là Emir một lần nữa vào năm 1487 và trị vì cho đến năm 1492.                        |
| Simon I (lần trị vì thứ nhất)              | Thân vương Wallachia                                                | Movilești                          | Tháng 10 năm 1600              | 3 tháng 7 năm 1601                  | Khoảng 10 tháng                                | Lên ngôi sau khi ám sát Michael II. | Bị phế truất bởi Radu IX |
| Ismail II                                  | Vua của tiểu vương quốc Granada                                     | Nasrid                             | 23 tháng 8 năm 1359            | 24 tháng 6 hoặc 13 tháng 7 năm 1360 | 306–325 ngày (10 tháng, 1–19 ngày)             | Phế truất và đày ải anh trai của mình là Muhammad V đến Bắc Phi. | Bị phế truất và bị ám sát bởi anh em rể của mình, Muhammad VI. |
| Romulus Augustus                           | Hoàng đế Đông La Mã                                                 |                                    | 31 tháng 10 năm 475            | 4 tháng 9 năm 476                   | 309 ngày (10 tháng, 4 ngày)                    | Được xếp đặt lên ngôi tại Ravenna bởi thân phụ, Orestes, sau khi nổi dậy chống lại Julius Nepos. Sau đó, Julius chạy đến Dalmatia và tiếp tục cai trị ở đó với tư cách là hoàng đế Tây La Mã cho đến năm 480. | Bị phế truất bởi Odoacer, người đã gửi phù hiệu của hoàng gia đến Constantinople và tự xưng là Vua của Ý. |
| Alexander V                                | Giáo hoàng đối lập                                                  |                                    | 26 tháng 6 năm 1409            | 3 tháng 5 năm 1410                  | 311 ngày (10 tháng, 7 ngày)                    | Được bầu đối lập với Giáo hoàng La Mã Gregory XII và Giáo hoàng người Avignon Benedict XIII. | Qua đời đột ngột. |
| Louise Hippolyte                           | Nữ thân vương Monaco                                                | Grimaldi                           | 20 tháng 2 năm 1731            | 29 tháng 12 năm 1731                | 312 ngày (10 tháng, 9 ngày)                    | Kế vị sau khi cha là Anthony I qua đời. | Qua đời vi đậu mùa |
| Narawara                                   | Vua Burma                                                           | Toungoo                            | 14 tháng 4 năm 1672            | 27 tháng 2 năm 1673                 | 319 ngày (10 tháng, 13 ngày)                   | Kế vị sau khi cha là Pye Min qua đời | Qua đời |
| Edward VIII                                | Vua của Vương quốc Anh, Thịnh vượng chung Anh và Hoàng đế của Ấn Độ | Windsor                            | 20 tháng 1 năm 1936            | 11 tháng 12 năm 1936                | 326 ngày (10 tháng, 21 ngày)                   | Kế vị sau khi cha là vua George V qua đời | Thoái vị để ủng hộ em trai George VI để kết hôn với Wallis Simpson, một người Mỹ bình dân đã hai lần ly hôn. |
| Fuad II                                    | Vua của Ai Cập và Sudan                                             | Muhammad Ali                       | 26 tháng 6 năm 1952            | 18 tháng 6 năm 1953                 | 327 ngày (10 tháng, 23 ngày)                   | Lên ngôi sau khi cha là Farouk I thoái vị. | Chế độ quân chủ bị bãi bỏ. |
| Jovan Nenad                                | Tsar (vua) của Bačka                                                |                                    | 29 tháng 8 năm 1526            | 26 tháng 7 năm 1527                 | 331 ngày (10 tháng, 28 ngày)                   | Tách và cai trị vương quốc Serbia ở miền nam Hungary sau khi vua Louis II qua đời trong trận Mohacs, từ chối công nhận John Zapolya là Vua của Hungary và hợp tác với Vương tộc Habsburg.                     | Bị ám sát sau khi không liên kết được với Vương tộc Habsburg. |
| Baldwin I                                  | Hoàng đế Latinh                                                     | Flanders                           | 16 tháng 5 năm 1204            | 14 tháng 4 năm 1205                 | 333 ngày (10 tháng, 29 ngày)                   | Được bầu chọn bởi Thập tự quân sau khi thành Constantinople bị cướp phá. | Bị bắt bởi Kaloyan của Bulgaria trong trận Adrianople. Sau đó chết trong tù. |
| Al-Muhtadi                                 | Caliph (vua) của Islam                                              | Abbasid                            | 21–22 tháng 7 năm 869          | 21 tháng 6 năm 870                  | 334–335 ngày (11 tháng)                        | Lên ngôi sau ám sát người anh em họ, Al-Mu'tazz. | Bị ám sát. |
| Marwan I                                   | Caliph (vua) của Islam                                              | Umayyad                            | Tháng 6 năm 684                | Tháng 4-5 685                       | 11–12 tháng                                    | Được bầu làm vua sau khi Muawiya II qua đời. | Qua đời |
| Alexander III                              | Thân vương Wallachia                                                | Bogdan-Mușat                       | tháng 8 hoặc tháng 11 năm 1592 | 2–12 tháng 9 năm 1593               | 11–14 tháng                                    | Kế vị vua Stephen I. | Bị phế truất bởi vua Michael II và bị lưu đày đến Constantinople, nơi ông bị buộc tội âm mưu thông đồng và bị hành quyết vào năm 1597. |
| Dmitry I                                   | Sa hoàng và hoàng đế của Nga                                        | Pseudo-Rurik                       | 10 tháng 6 năm 1605            | 17 tháng 4 năm 1606                 | 341 ngày (11 tháng, 7 ngày)                    | Lên ngôi sau khi phế truất Feodor II. | Bị ám sát. |
| Richard III                                | Công tước xứ Normandy                                               | Normandy                           | 28 tháng 8 năm 1026            | 6 tháng 8 năm 1027                  | 343 ngày (11 tháng, 9 ngày)                    | Lên ngôi sau khi cha là Richard II qua đời | Qua đời vì bệnh tật. |
| Napoleon I                                 | Hoàng đế Elba                                                       | Bonaparte                          | 11 tháng 4 năm 1814            | 20 tháng 3 năm 1815                 | 343 ngày (11 tháng, 9 ngày)                    | Chức vị do Hiệp ước Fontainebleau tạo ra. | Sáp nhập với Pháp. |
| Alfonso II                                 | Vua của Napoli                                                      | Trastámara                         | 25 tháng 1 năm 1494            | 23 tháng 1 năm 1495                 | 363 ngày (11 tháng, 29 ngày)                   | Kế vị sau khi vua cha là Ferdinand I qua đời. | Thoái vị để nhường ngôi cho con trai là, Ferdinand II. |
| Christian (I)                              | Công tước của Sachsen-Lauenburg                                     | Glücksburg                         | 16 tháng 11 năm 1863           | 15 tháng 11 năm 1864                | 364 ngày (11 tháng, 30 ngày)                   | Trở thành Vua của Đan Mạch với tư cách Christian IX và Công tước của Schleswig-Holstein và Công tước của Sachsen-Lauenburg sau khi Frederick VII qua đời.                                                     | Sachsen-Lauenburg bị đặt dưới quyền kiểm soát của Áo và Phổ vào năm 1864. |
| Tacitus                                    | Hoàng đế La Mã                                                      |                                    | 25 tháng 9 năm 275             | Tháng 6 năm 276                     | ngắn hơn 12 tháng                              | Được bầu lên trị vì bởi Thượng viện La Mã sau vụ ám sát Aurelian. | Qua đời vì cảm khi trở về sau một chiến dịch quân sự ở Gaul. |
| Charles III (lần trị vì thứ nhất)          | Công tước Parma                                                     | Bourbon-Parma                      | 19 tháng 4 năm 1848            | Tháng 4 năm 1849                    | Khoảng 12 tháng                                | Lên ngôi sau sự thoái vị của cha mình, Charles II, sau khi cả hai bỏ trốn trong cuộc Cách mạng năm 1848. | Thân phụ được phục hồi chức danh bởi Đế quốc Áo. |
| Simon I(lần trị vì thứ hai)                | Thân vương xứ Wallachia                                             | Movilești                          | Tháng 8 năm 1601               | Tháng 8 năm 1602                    | Khoảng 12 tháng                                | Lên ngôi sau khi phế truất Radu IX. | Bị phế truất bởi Radu X. |
| Michael VI                                 | Hoàng đế Đông La Mã                                                 | Bringas                            | 31 tháng 8 năm 1056            | 31 tháng 8 năm 1057                 | 365 ngày (12 ngày)                             | Kế vị Theodora III sau khi được bà chọn làm người kế vị, không lâu trước khi bà qua đời. | Thoái vị để ủng hộ Isaakios I Komnenos và trở thành một tu sĩ. |
| Elizabeth II                               | Nữ vương Tanganyika                                                 | Windsor                            | 9 tháng 12 năm 1961            | 9 December 1962                     | 365 ngày (12 tháng)                            | Giành độc lập trong Khối thịnh vượng chung các quốc gia và có chung một quốc vương với Úc, Canada, New Zealand, Vương quốc Anh và một số quốc gia có chủ quyền khác.                                          | Các nước trở thành Nền Cộng hoà. |
| Elizabeth II                               | Nữ vương Uganda                                                     | Windsor                            | 9 tháng 10 năm 1962            | 9 tháng 10 năm 1963                 | 365 ngày (12 tháng)                            | Giành độc lập trong Khối thịnh vượng chung các quốc gia và có chung một quốc vương với Úc, Canada, New Zealand, Vương quốc Anh và một số quốc gia có chủ quyền khác.                                          | Các nước trở thành Nền Cộng hoà. |
| Elizabeth II                               | Nữ vương Kenya                                                      | Windsor                            | 12 tháng 12 năm 1963           | 12 tháng 12 năm 1964                | 366 ngày (12 tháng)                            | Giành độc lập trong Khối thịnh vượng chung các quốc gia và có chung một quốc vương với Úc, Canada, New Zealand, Vương quốc Anh và một số quốc gia có chủ quyền khác.                                          | Các nước trở thành Nền Cộng hoà. |

## Quân chủ có thời gian trị vì trong khoảng 1 năm
| Tên                                       | Chức danh                       | Triều đại, hoàng tộc                  | Thời gian trị vì bắt đầu                                              | Thời gian trị vì kết thúc                                             | Lý do được lên ngôi | Lý do bị kết thúc |
| ----------------------------------------- | ------------------------------- | ------------------------------------- | --------------------------------------------------------------------- | --------------------------------------------------------------------- | --- | --- |
| 5–70 người trị vì vô danh                 | Pharaoh của Ai Cập              | Vương triều thứ 7 của Ai Cập          | Khoảng năm 2181 trước Công Nguyên (TCN) (tổng cộng khoảng 70–75 ngày) | Khoảng năm 2181 trước Công Nguyên (TCN) (tổng cộng khoảng 70–75 ngày) | Vương triều thứ 6 của Ai Cập kết thúc. | Do sự bắt đầu của Vương triều thứ tám. Sự tồn tại của Vương triều thứ Bảy bị nghi ngờ do các ghi chép thiếu sót và không chính xác. Một số người tin rằng vương triều này là hư cấu khi cho rằng chỉ là phép ẩn dụ cho một thời kỳ hỗn loạn giữa các Vương triều Sáu và Tám, nhưng những người khác thì cho rằng vương triều thứ Bảy thực sự tồn tại nhưng các pharaoh đã bị đưa vào Vương triều thứ Tám do nhầm lẫn.:395 |
| Neferkare Pepiseneb                       | Pharaoh của Ai Cập              | Vương triều thứ 8 của Ai Cập          | 2181–2170 TCN                                                         | 2181–2170 TCN                                                         | Kế vị Neferkahor. | Kế vị bởi Neferkamin Anu với thời gian trị vì từ một năm trở lên. Chỉ được chứng thực trong Danh sách Vua Abydos và có thể là Danh sách Vua Turin (với danh xưng Neferkare Khered Seneb). |
| Sewadjkare I                              | Pharaoh của Ai Cập              | Vương triều thứ 13 của Ai Cập         | Khoảng 1780 hoặc 1736 TCN                                             | Khoảng 1780 hoặc 1736 TCN                                             | Kế vị Sehetepibre. | Được kế vị bởi Nedjemibre. Chỉ được biết đến từ Danh sách Vua Turin, ban đầu ghi chép có bao gồm thời gian trị vì của ông, nhưng đã không thể đọc được do bị hư hại. |
| Cleopatra IV                              | Pharaoh của Ai Cập              | Ptolemaic                             | 28 tháng 6 năm 116 TCN                                                | 115 TCN                                                               | Kế vị sau khi cha bà qua đời, vua Ptolemy VIII. Được trị vì cùng với anh trai và cũng là phu quân Ptolemy IX.                                                           | Bị mẫu thân là Cleopatra III đẩy ra khỏi sự cai trị chung. |
| Triệu Dương Vương                         | Quốc vương Nam Việt             | Nhà Triệu                             | 112 TCN                                                               | 111 TCN                                                               | Ám sát Triệu Ai Vương. | Bị ám sát, nhà Triệu bị nhà Hán thôn tính. |
| Lưu Ý                                     | Hoàng đế nhà Đông Hán           | Nhà Đông Hán                          | 125                                                                   | 125                                                                   | Được bầu lên kế vị Hán An Đế. | Qua đời vì bệnh. |
| Adur Narseh                               | Vua Ba Tư                       | Sasanid                               | 309                                                                   | 309                                                                   | Kế vị sau khi vua cha Hormizd II qua đời. | Bị ám sát, kế vị bởi Shapur II. Triều đại của ông bị nghi ngờ bởi một số nhà sử học vì ông được đề cập trong các nguồn tài liệu của Hy Lạp nhưng không được đề cập trong các nguồn tài liệu của Ba Tư. |
| Carus                                     | Hoàng Đế La Mã thần thánh       | Numerian                              | 282                                                                   | 283                                                                   | Có thể do lên ngôi sau khi ám sát Probus, hoặc được tuyên bố lên ngôi sau vụ ám sát đó.                                                                                 | Được cho là bị sét đánh khi đang vận động chống lại người Sassan. |
| Vithimiris hoặc Vinitharius               | Vua xứ Goths                    |                                       | khoảng 376                                                            | khoảng 376                                                            | Sau khi Ermanaric tự sát vì đối mặt với các cuộc xâm lược của người Alan và Hunnic.                                                                                     | Bị giết trong trận chiến với người Hunnic. |
| Ellac                                     | Vua của người Huns              |                                       | 453                                                                   | 454                                                                   | Kế vị sau khi vua cha Attila qua đời. | Bị giết trong trận Nedao. |
| Olybrius                                  | Hoàng đế Tây La Mã              | Thị tộc Anician                       | Tháng 3 - tháng 6 năm 472                                             | 22 tháng 10 hoặc 2 tháng 11 năm 472                                   | Được dàn xếp bởi Ricimer sau vụ ám sát Anthemius. | Chết vì phù nề. |
| Ildibad                                   | Vua của người Ostrogoths        |                                       | 540                                                                   | 541                                                                   | Được bầu chọn sau khi Witiges bị người Byzantine bắt làm tù binh đến Constantinople.                                                                                    | Bị sát hại bởi vệ sĩ. |
| John                                      | Vua của người Moor và La Mã     |                                       | 545                                                                   | 546                                                                   | Được bầu chọn sau cái chết của Stotzas trong Trận Thacia. | Bị người Byzantine bắt và đóng đinh ở Constantinople. |
| Teia                                      | Vua của người Ostrogoths        |                                       | Tháng 6 năm 552                                                       | Tháng 10 năm 552 – đầu năm 553                                        | Được bầu chọn sau cái chết của Totila trong trận Taginae. | Bị giết trong trận Mons Lactarius. |
| Seaxburh                                  | Nữ vương vương quốc Wessex      | Gewisse                               | 672                                                                   | 673                                                                   | Kế vị sau khi Phu quân của bà là Cenwalh xứ Wessex qua đời. Người phụ nữ duy nhất được đưa vào danh sách các hoàng đế của Wessex.                                       | Qua đời. Ngai vàng được thừa kế bởi Cenfus hoặc con trai của ông ta là Æscwine, họ hàng xa của chồng bà. |
| Roderic                                   | Vua của ngời Visigoth           |                                       | 710–711                                                               | 711–712                                                               | Giành lấy ngai vàng bằng vũ lực, được cho là ám sát Wittiza hoặc lên ngôi sau cái chết của Wittiza bởi những nguyên nhân khác.                                          | Bị giết trong trận Guadalete. |
| Sigeberht                                 | Vua của Wessex                  | Wessex                                | 756                                                                   | 757                                                                   | Kế vị Cuthred, một người họ hàng xa. | Bị Cynewulf hạ bệ và sau đó bị ám sát. |
| Sabin                                     | Hãn (vua) của Bulgaria          | Vokil                                 | 765                                                                   | 766                                                                   | Lên ngôi sau khi Telets bị ám sát. | Bị phế truất và chạy trốn đến Constantinople. |
| Toktu                                     | Hãn (vua) của Bulgaria          | Ugain                                 | 766                                                                   | 767                                                                   | Kế vị Umor, có thể là sau khi hạ bệ ông ta. | Bị ám sát khi cố gắng chạy trốn khỏi một cuộc nổi dậy. |
| Pagan                                     | Hãn (vua) của Bulgaria          |                                       | 767                                                                   | 768                                                                   | Được bầu chọn sau khi Toktu bị phế truất hoặc bị ám sát. | Bị phế truất và bị ám sát. |
| Đại Nguyên Nghĩa                          | Vua của Vương quốc Bột Hải      | Bột Hải                               | 793                                                                   | Tháng 11 năm 793                                                      | Lên ngôi sau khi vua cha Văn Vương qua đời. | Bị các quan lại ám sát theo lệnh của cháu trai mình là Thành Vương. |
| Thành Vương                               | Vua của Vương quốc Bột Hải      | Bột Hải                               | Tháng 11 năm 793                                                      | Giữa năm 794                                                          | Lên ngôi sau khi ám sát chú của mình là Đại Nguyên Nghĩa. | Bị phế truất và bị ám sát bởi người chú của mình là Khang Vương. |
| Anulo                                     | Vua của Đan Mạch (đối lập nhau) | "Vương tộc Harald" (?)                | 812                                                                   | 812                                                                   | Lên ngôi sau khi vua Hemming qua đời. Anulo và những người theo ông đã tuyên bố ông là vị vua mới hợp pháp của Đan Mạch.                                                | Bị giết trong trận chiến đấu chống lại một vị vua khác cho vương quyền của Đan Mạch (phe của Anulo thắng trận, và anh em của Anulo trở thành vị vua chung mới của Đan Mạch). |
| Sigfred                                   | Vua của Đan Mạch (đối lập nhau) | Người Sigfred hoặc"Vương tộc Gudfred" | 812                                                                   | 812                                                                   | Lên ngôi sau khi vua Hemming qua đời. Sigfred và những người theo ông đã tuyên bố ông là vị vua mới hợp pháp của Đan Mạch.                                              | Bị giết trong trận chiến đấu chống lại một thế lực cho vương quyền của Đan Mạch. |
| Giản Vương                                | Vua của Vương quốc Bột Hải      | Bột Hải                               | 817                                                                   | 818                                                                   | Sau khi vua cha Hi Vương qua đời. | Bị ám sát bởi chú của mình là Tuyên Vương. |
| Nepotian                                  | Vua của Áo                      | Astur-Leonese?                        | 842                                                                   | 842                                                                   | Kế vị "họ hàng" không có con của mình, Alfonso II, người đã từng là bá tước của cung điện.                                                                              | Bị phế truất bởi người anh họ đời thứ hai của Alfonso, Ramiro I. |
| Fruela                                    | Vua của Áo                      | Astur-Leonese?                        | 866                                                                   | 866                                                                   | Bị cưỡng đoạt ngai vàng sau cái chết của Ordoño I. | Bị ám sát sau vài tháng và bị thay thế bằng con trai của Ordoño, Alfonso III. Được gọi là "Người cướp ngôi" để phân biệt với Fruela I và Fruela II. |
| Định Khang vương                          | Vua của Tân La                  | Kim                                   | 886                                                                   | 887                                                                   | kế vị sau khi anh trai Hiến Khang qua đời | Qua đời. |
| Alfonso Fróilaz                           | Vua của Leon                    | Astur-Leonese                         | tháng 6 năm 925                                                       | 925                                                                   | Sau khi vua cha Fruela II qua đời. | Bị hạ bệ bởi những người anh em họ của mình, trong đó có Sancho Ordóñez, Alfonso IV và Ramiro II, những người sau đó đã chiến đấu với nhau. Fróilaz liên minh với Alfonso IV và có thể đã được ban thưởng một tiểu vương quốc ở phía đông bắc cho đến khi cả hai bị Ramiro II loại trừ vào năm 932. |
| Bezprym                                   | Quân vương Ba Lan               | Piast                                 | 1031                                                                  | Mùa xuân 1032                                                         | Sự chạy trốn của anh trai Mieszko II đến Bohemia trong thời kỳ quân Đức và Kievan xâm lược.                                                                             | Bị ám sát. Công quốc Ba Lan bị chia rẽ giữa hai anh em Mieszko và Otto, và anh em họ Dytryk. |
| Eric và Eric                              | Vua của Thuỵ Điển               |                                       | 1066                                                                  | 1067                                                                  | Lên ngôi sau khi vua Stenkil qua đời. Mỗi người tuyên bố ngai vàng cho chính mình và chiến đấu với nhau.                                                                | Bị giết liên tiếp trong trận chiến. Ngai vàng thuộc về con trai của Stenkil, Halsten. |
| Cao Ly Thuận Tông                         | Vua Cao Ly                      | Wang                                  | 1082–1083                                                             | 5 tháng 12 năm 1083                                                   | Sau khi vua cha Cao Ly Văn Tông qua đời. | Qua đời |
| Ragnvald Knaphövde                        | Vua của Thuỵ Điển               |                                       | cuối những năm 1120                                                   | cuối những năm 1120                                                   | Được bầu ở Östergötland sau cái chết của Inge. | Bị ám sát bởi người Geats, nhóm người đã bầu Magnus I. |
| David V                                   | Vua của Gruzia                  | Bagrationi                            | Khoảng 1154–1155                                                      | Khoảng 1154–1155                                                      | Phế truất cha là Demetrius I. | Không rõ ràng, nhưng có khả năng bị ám sát. Triều đại của ông có độ dài khác nhau trong các biên niên sử khác nhau: từ khoảng 1 đến 6 tháng, hoặc thậm chí 2 năm. |
| Magnus II                                 | Vua của Thuỵ Điển               | Estridsen                             | 1160                                                                  | 1161                                                                  | Eric IX bị ám sát. | Killed in battle with Eric IX's son, Charles VII. |
| Jaya Harivarman II                        | Vua Chăm Pa                     | Vijaya                                | 1166                                                                  | 1167                                                                  | Kế vị vua Jaya Harivarman I. | Được vua Jaya Indravarman IV kế vị |
| Vijayabahu II                             | Vua của Polonnaruwa             | Vijayabahu                            | 1186                                                                  | 1187                                                                  | Sau khi vua chú Parakramabahu I qua đời . | Bị ám sát bởi Mahinda VI. |
| Suryajayavarman                           | Vua Chăm Pa                     | Vijaya                                | 1190                                                                  | 1191                                                                  | Được người Khmer dàn xếp sau khi họ xâm lược và phế truất Jaya Indravarman IV.                                                                                          | Chạy sang Campuchia trong cuộc nổi dậy của Vidyanandana, rời thủ đô Vijaya cho Jaya Indravarman V. |
| Jaya Indravarman V                        | Vua Chăm Pa                     | Vijaya                                | 1191                                                                  | 1192                                                                  | Sau cuộc chạy trốn của Suryajayavarman. | Bị ám sát bởi Vidyanandana. |
| Dharmasoka                                | Vua của Polonnaruwa             | Kalinga                               | 1208                                                                  | 1209                                                                  | Kế vị Kalyanavati. | Bị ám sát bởi Anikanga. |
| Lilavati(lần cai trị thứ hai)             | Nữ vương của Polonnaruwa        | Vijayabahu                            | 1209                                                                  | 1210                                                                  | Sau vụ ám sát Anikanga bởi Tướng Vikkantacamunakka, người đã giao quyền kiểm soát cho Lilavati.                                                                         | Bị phế truất bởi Lokissara. |
| Peter I                                   | Hoàng đế Latinh                 | Courtenay                             | 1216                                                                  | 1217                                                                  | Được bầu chọn sau cái chết của anh rể, Henry I. | Bị bắt trong một chiến dịch chống lại Despotate xứ Epirus nhưng thất bại và chết trong tù năm 1219. |
| Lý Chiêu Hoàng                            | Nữ hoàng Đại Việt               | Lý                                    | Tháng 10 năm 1224                                                     | Tháng 10–tháng 11 năm 1225                                            | Vua cha của bà là Lý Huệ Tông thoái vị, lui về đi tu. | Buộc phải thoái vị để nhường ngôi cho chồng là Trần Thái Tông. Bà là vị nữ hoàng duy nhất trong lịch sử Việt Nam. |
| Ermengol IX                               | Bá tước xứ Urgell               | House of Cabrera                      | 1243                                                                  | 1243                                                                  | Sau khi thân phụ, Ponce I xứ Urgell qua đời | Qua đời không rõ nguyên nhân. |
| Haraldr Guðrøðarson                       | Vua của người Mann và Isles     | Crovan                                | 1249                                                                  | 1250                                                                  | Ám sát anh họ của mình Rǫgnvaldr Óláfsson. | Bị hạ bệ và lưu đày đến Na Uy bởi Haakon IV, người có lẽ cũng đã phong anh trai của Rǫgnvaldr là Magnús Óláfsson làm Vua. |
| Simon II                                  | Lãnh chúa Lippe                 | Lippe                                 | 10 tháng 8 năm 1344                                                   | 1344                                                                  | Sau khi thân phụ Simon I qua đời. | Có thể qua đời vì các nguyên nhân liên quan đến tuổi tác. |
| Albert III                                | Hoàng tử Anhalt-Zerbst          | Ascania                               | 1359                                                                  | Khoảng 1 tháng 8 năm 1359                                             | Được phong làm Quốc vương cùng với chú của mình là Waldemar I. | Qua đời. |
| Balc                                      | Thân vương xứ Moldavia          | Drăgoșești                            | 1359 hoặc 1364                                                        | 1359 hoặc 1364                                                        | Sau khi thân phụ Sas qua đời. | Bị phế truất bởi Bogdan I. |
| Peter I                                   | Thân vương xứ Moldavia          | Bogdan-Mușat                          | 1367                                                                  | tháng 6 năm 1368                                                      | Sau khi hoàng tổ phụ Bogdan I qua đời | Bị phế truất bởi người chú Lațcu. |
| Dương Nhật Lễ                             | Hoàng đế Đại Việt               | Trần (tư cách con nuôi)               | 1369                                                                  | 1370                                                                  | Sau khi người chú Trần Dụ Tông qua đời | Bị bố vợ là Trần Nghệ Tông phế truất. |
| Al-Musta'sim (lần trị vì thứ nhất)        | Caliph của Cairo                | Mamluk Abbasids                       | 1377                                                                  | 1377                                                                  | Sau khi Al-Mutawakkil I bị truất quyền | Bị phế truất bởi Al-Mutawakkil I. Ông trở thành Caliph lần thứ hai vào năm 1386–1389. |
| Yusuf II                                  | Vua của tiểu vương quốc Granada | Nasrid                                | 1391                                                                  | 1392                                                                  | Sau khi vua cha Muhammad V qua đời | Có thể bị ám sát bởi con trai, Muhammad VII. |
| Hồ Quý Ly                                 | Hoàng đế Đại Ngu                | Hồ                                    | 28 tháng 2 năm 1400                                                   | 1401                                                                  | Phế truất cháu trai Trần Thiếu Đế. | Thoái vị để nhường ngôi cho con trai, Hồ Hán Thương. |
| Muhammad IX (lần trị vì thứ thứ hai)      | Vua của tiểu vương quốc Granada | Nasrid                                | 1430                                                                  | 1431                                                                  | Hạ bệ và ám sát Muhammad VIII, người đã hạ bệ ông trước đó. | Bị phế truất bởi Yusuf IV. |
| Yusuf IV                                  | Vua của tiểu vương quốc Granada | Nasrid                                | 1 tháng 1 năm 1432                                                    | 1432                                                                  | Phế truất Muhammad IX. | Bị phế truất bởi Muhammad IX. |
| Peter III (lần trị vì thứ nhất)           | Thân vương xứ Moldavia          | Bogdan-Mușat                          | Tháng 5 năm 1444                                                      | 1445                                                                  | Được anh trai cùng cha khác mẹ Stephen II phong làm hoàng tử sau khi phế truất người anh em khác và đồng hoàng tử trước đó, Iliaș, người đã bị áp đặt bởi người Ba Lan. | Không xác định. Ông trở thành đồng hoàng tử một lần nữa vào năm 1447, lần này với cháu trai là Roman II, con trai của Iliaș. |
| Yusuf V                                   | Vua của tiểu vương quốc Granada | Nasrid                                | 1445                                                                  | 1446                                                                  | Phế truất cháu trai là Muhammad X. | Bị phế truất bởi Muhammad X. |
| Yusuf V                                   | Vua của tiểu vương quốc Granada | Nasrid                                | 1462                                                                  | 1462                                                                  | Phế truất anh trai là Abu Nasr Sa'd. | Bị phế truất bởi Abu Nasr Sa'd. |
| Muhammad XI                               | Vua của tiểu vương quốc Granada | Nasrid                                | 1453                                                                  | 1454                                                                  | Sau khi Muhammad IX qua đời | Bị Abu Nasr Sa'd phế truất và bị con trai của Sa'd, Muley Hacén, ám sát. |
| Al-Mustamsik (lần trị vì thứ thứ hai)     | Caliph của Cairo                | Mamluk Abbasids                       | 1516                                                                  | 1517                                                                  | Phế truất con trai là Al-Mutawakkil III, người trước đó đã phế truất ông vào năm 1508.                                                                                  | Thoái vị để nhường ngôi Al-Mutawakkil III. |
| Al-Mutawakkil III(lần trị vì thứ thứ hai) | Caliph của Cairo                | Mamluk Abbasids                       | 1517                                                                  | 1517                                                                  | Kế vị sau khi cha thoái vị. | Bị Selim I bắt và trục xuất đến Constantinople, nơi ông giao lại tước vị cho Selim (theo truyền thống sau này). |
| Mạc Toàn                                  | Hoàng đế Đại Việt               | Mạc                                   | 1592–1593                                                             | 1592–1593                                                             | Nhà Lê bắt và ám sát cha ông là Mạc Mậu Hợp. | Thoái vị để nhường ngôi Mạc Kính Chỉ. |
| Mạc Kính Chỉ                              | Hoàng đế Đại Việt               | Mạc                                   | 1592–1593                                                             | 1592–1593                                                             | Sự thoái vị của Mạc Toàn. | Bị các chúa Trịnh ám sát. |
| Karposh                                   | Vua của Kumanovo                |                                       | Tháng 10 ?năm 1689                                                    | Tháng 11? năm 1689                                                    | Được người Habsburg công nhận là Vua khi đang nổi dậy chống lại Đế chế Ottoman.                                                                                         | Bị quân của đế chế Ottoman bắt và hành quyết. |
| Mamia I (lần trị vì thứ nhất)             | Vua của Imereti                 | Gurieli                               | 1701                                                                  | 1701                                                                  | Được bố vợ Giorgi Abashidze dàn xếp làm vua bù nhìn, sau vụ ám sát Simon I.                                                                                             | Thoái vị để nhường ngôi Abashidze, người trở thành Vua George VI của Imereti, và trở về Guria, nơi ông tiếp tục cai trị với tư cách là Thân vương. |
| Abdullah I                                | Vua Iraq                        | Hashemite                             | 8 tháng 3 năm 1920                                                    | 1920                                                                  | Được tuyên bố bởi Quốc hội Iraq. | Từ chối vị trí. Trở thành Tiểu vương của Transjordan vào năm 1921, và là Vua đầu tiên của Jordan vào năm 1946–1951. |